# Річард Ріакпоре
Річард Ріакпоре (англ. Richard Riakporhe; 5 січня 1990) — британський професійний боксер. Чемпіон Великої Британії за версією BBBofC (2019) в першій важкій вазі.

## Професіональна кар'єра
Річард Ріакпоре народився в Лондоні в сім'ї нігерійців, Почав займатися боксом лише в дев'ятнадцять років. На професійному рингу дебютував 2016 року. 10 листопада 2018 року в своєму восьмому бою завоював вакантний титул інтерконтинентального чемпіона за версією WBA у першій важкій вазі. Провів два успішних захиста титулу проти співвітчизників Томмі Маккарті та Кріса Біллем-Сміта. 19 грудня 2019 року завоював вакантний титул чемпіона Великої Британії за версією BBBofC.
20 листопада 2021 року в бою проти нігерійця Оланреваджа Дуродула завоював вакантний титул WBC Silver у першій важкій вазі.
15 червня 2024 року вийшов на бій проти чемпіона світу за версією WBO Кріса Біллем-Сміта і у в'язкому та не надто видовищному бою поступився за очками, зазнавши першої поразки.
4 травня 2025 року здобув першу перемогу у важкій вазі.